# Coppa Italia di Serie A2 (pallamano maschile)
La Coppa Italia si Serie A2 di pallamano maschile è una competizione di pallamano per club maschili fondata nel 2001.
L'ultima edizione è stata vinta dall'Amateur Sport Verein Eppan Handball.

## Formula
Alle Final8 Promozione di Serie A2 si qualificano le squadre classificate al 1º, 2º e 3º posto dei gironi A e B e al 1º e 2º posto del girone C.
Al termine delle Final8 le prime due squadre qualificate vengono promosse in Serie A - 1ª Divisione Nazionale, mentre la prima classificata viene proclamata vincitrice della Coppa Italia di Serie A2.

## Statistiche

### Albo d'oro
| Edizione    | Vincitore            | Risultato            | 2º classificato      |
| ----------- | -------------------- | -------------------- | -------------------- |
| 2001 - 2002 | Gaeta                | 29 - 26              | Chieti               |
| 2002 - 2003 | Secchia              | 33 - 27              | Noci                 |
| 2017 - 2018 | Oderzo               | 24 - 20              | Crenna               |
| 2018 - 2019 | Eppan                | 28 - 23              | Sassari              |
| 2019-20     | Titolo non assegnato | Titolo non assegnato | Titolo non assegnato |
| 2020 - 2021 | Secchia Rubiera      | 28 - 18              | Carpi                |
| 2021 - 2022 | Fondi                | 27 - 20              | Romagna              |
| 2022 - 2023 | Eppan                | 31 - 30              | Cingoli              |

|  |

### Riepilogo vittorie per club
| Numero | Club            | Anni             |
| ------ | --------------- | ---------------- |
| 2      | Eppan           | 2018-19, 2022-23 |
| 2      | Secchia Rubiera | 2002-03, 2020-21 |
| 1      | Fondi           | 2021-22          |
| 1      | Oderzo          | 2017-18          |
| 1      | Gaeta           | 2001-02          |